# Shane Kelly

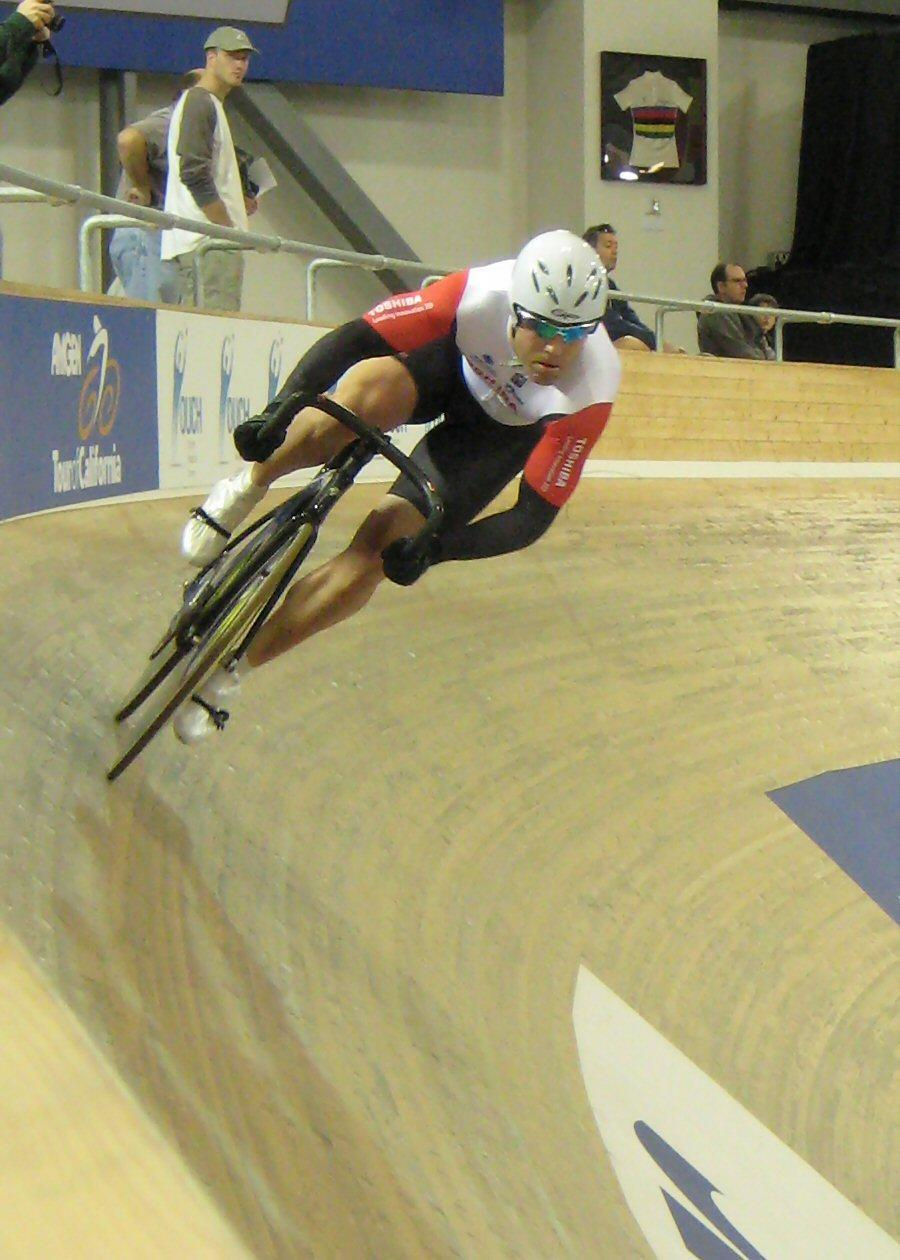
Shane Kelly beim Bahnweltcup in Los Angeles 2008

Shane John Kelly, OAM, (* 7. Januar 1972 in Ararat) ist ein ehemaliger australischer Bahnradsportler und Spezialist für die Kurzzeitdisziplinen.

## Sportliche Laufbahn
Kelly, der bereits im Juniorenalter erfolgreich war, wurde 1992 bei den Olympischen Sommerspielen in Barcelona Zweiter im 1000-Meter-Zeitfahren. Denselben Platz belegte er 1993 bei den Bahnrad-Weltmeisterschaften in Hamar. 1994 wurde er Dritter den Weltmeisterschaften und gewann den 1000-Meter-Zeitfahrwettbewerb bei den Commonwealth Games.
1995 wurde Kelly in Bogotá mit Weltrekordzeit Weltmeister im 1000-Meter-Zeitfahren. Er verteidigte den Titel im folgenden Jahr und gewann einen weiteren Weltmeistertitel mit Gary Neiwand und Darryn Hill im Teamsprint. 
Bei den Olympischen Spielen 1996 in Atlanta unterlief Shane Kelly, der als Weltmeister und Rekordhalter angetreten war, ein folgenschwerer Fehler: Beim Start zum Zeitfahren rutschte er mit dem Fuß aus der Pedale und fuhr gar nicht erst los.
1997 wurde Kelly erneut Weltmeister über den Kilometer, im Teamsprint wurde das Team Dritter. 1998 gewann Kelly seine Spezialdisziplin bei den Commonwealth Games, bei den Bahnrad-Weltmeisterschaften holte er im Zeitfahren und im Teamsprint jeweils zweite Plätze. 1999 folgte ein weiterer zweiter Platz im Zeitfahren bei der Rad-WM. 
Bei den Olympischen Sommerspielen 2000 in Sydney startete Kelly wieder im Zeitfahren und gewann diesmal eine Bronzemedaille. Nachdem Kelly 2001 die Ozeanienmeisterschaft über den Kilometer gewonnen hatte, belegte er 2002 bei den Weltmeisterschaften den zweiten und 2003 nochmals einen dritten Platz. 2004 startete er bei den Olympischen Sommerspielen in Athen im Zeitfahren, im Teamsprint und im Keirin und belegte zweimal den vierten Platz. Im Keirinfinale unterstützte Kelly seinen Mannschaftskameraden Ryan Bayley, der die Goldmedaille gewann, und wurde selbst Dritter.
Da bei den Olympischen Sommerspielen 2008 das Zeitfahren aus dem Programm genommen wurde, verlegte sich Kelly seit 2004 neben dem Teamsprint zunehmend auf die Disziplin Keirin. 2005 wurde er im Keirin Dritter der Weltmeisterschaften, im Jahr 2006 belegte er denselben Rang im Teamsprint. Bei den Olympischen Spielen 2008 gelang es Kelly, das Finale im Keirin zu erreichen und wurde Vierter. Anschließend beendete er seine Radsport-Laufbahn, in deren Verlauf er zudem sieben nationale Titel in verschiedenen Disziplinen auf der Bahn errang.
Kelly wurde 2004 mit der Medal of the Order of Australia (OAM) geehrt. 1996 wurde er Radsportler des Jahres in Australien.